# Clare Waight Keller
Clare Waight Keller (født 19. august 1970 i Birmingham) er en engelsk modeskaber for huset Givenchy.